# NCVふくしまアリーナ
NCVふくしまアリーナ（エヌシーブイふくしまアリーナ）は、福島県福島市にある体育館である。正式名称は福島市体育館・武道場。

## 解説
福島市街地北部の文教施設や住宅が立ち並ぶ霞町の一角に位置するスポーツ施設である。2011年（平成23年）3月11日に発生した東日本大震災で被災した福島県営体育館と福島市武道場の建て替え整備により、2016年（平成28年）1月18日より福島市の事業として建設工事が始まり、2018年（平成30年）10月21日に開館した。東日本大震災時に避難所機能を喪失した経験から、同クラスの地震を想定した耐震構造で作られ、備蓄倉庫や非常用発電機が装備されている。
福島市内で事業展開する山形県米沢市のケーブルテレビ会社、株式会社ニューメディアが開館当初より命名権を取得し「NCVふくしまアリーナ」の愛称が用いられている。館内はバスケットボールコート2面分のメインアリーナと柔道場、剣道場、弓道場の武道場で構成されている。メインアリーナに観客席は設置されておらず、2階外周部にはランニングコースが整備されている。このため入場料を徴収する大会や興行を行うことはできず、もっぱら市民個人や部活動などの団体利用に用いられる。観客席を用いた有料試合や興行の開催、トレーニングマシンの利用などは同じく福島市が管理する福島市国体記念体育館とすることで棲み分けが図られている。
福島県営体育館時代より、毎週水曜日は団体利用を受け付けず個人使用日となっている。

## 施設
- メインアリーナ（1,788.65平方メートル）
- 柔道場（240畳）
- 剣道場（2面）
- 弓道場（近的6人立）
- 研修室・会議室・談話室
- 駐車場（敷地内130台、第一駐車場70台、第二駐車場20台、計220台）

## 旧施設

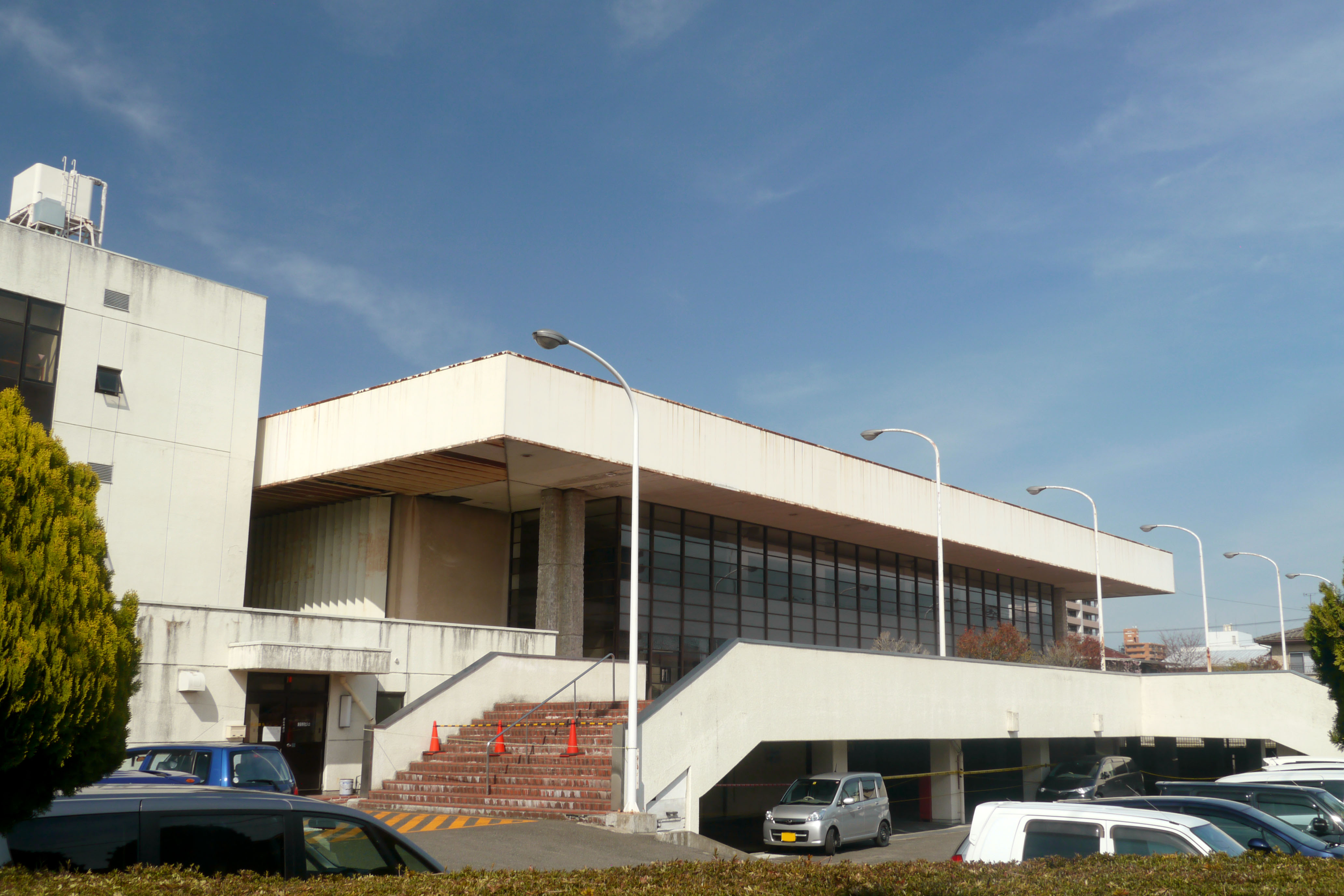
福島県営体育館（2012年4月）

先代に当たる体育館は1964年（昭和39年）に福島県により福島県営体育館として建設され開業した。延床面積5,975.307平方メートルの鉄筋コンクリート造3階建であり、バスケットボールコート2面分のメインアリーナのほか、ホワイエには卓球台が設置されていた。また、トレーニングルームや体操器具も設けられていた。プロレスの興行や全日本・実業団のバレーボールのリーグ戦の開催実績がある。
1974年（昭和49年）4月、福島県と福島市の間で結ばれた体育館の管理運営についての事務の委託に関する規約に基づき、福島市が管理を行うようになった。1979年（昭和54年）には体育館に隣接して福島市武道館が建設された。鉄筋コンクリート・一部プレストレストコンクリート造3階建で、延床面積は2,916.19平方メートルであった。内部には柔道場、剣道場、弓道場、会議室が設けられており、1階で体育館と連結されていた。
2011年の東日本大震災により施設が損傷し、地震の避難所としての機能も喪失した。福島県による復旧工事によりメインアリーナのみ利用が可能になったが、それ以外の利用が不可能な状態が続いていたために建て替えが進められ、2014年（平成26年）に福島県により解体工事が行われた。更地となった敷地は福島市に譲渡された。

## 定休日
- 12月28日 - 1月4日

## アクセス
- 福島交通バス：ももりん循環（市内循環）に乗車、「体育館前」バス停下車。